# Министарство унутрашњих послова Републике Српске Крајине
Министарство унутрашњих послова Републике Српске Крајине (скраћено МУП РСК) био је орган државне управе у Републици Српској Крајини, који је имао као задатак заштиту уставног поретка Републике Српске Крајине, заштиту живота њених грађана и заштиту њихове имовине.
Радом министарства управљао је министар унутрашњих послова Републике Српске Крајине.

## Историјат
Дана 4. јануара 1991. године основано је Министарство унутрашњих послова САО Крајине. Седиште МУП-а било је у Книну, а полицијске су постаје основане и у местима Бенковац, Доњи Лапац, Двор на Уни, Грачац, Глина, Костајница, Обровац, Кореница и Војнић.